# Slayyyter
Slayyyter, pseudonimo di Catherine Slater (Saint Louis, 17 settembre 1996), è una cantautrice statunitense.
Slayyyter, dal 2018 sotto etichetta Fader Label, ha iniziato la sua carriera condividendo brani musicali sulla piattaforma SoundCloud per poi pubblicare, nel 2018, il primo singolo BFF in collaborazione con Ayesha Erotica. Il suo nono singolo Mine si è posizionato 38º sulla classifica iTunes Pop Chart.

## Carriera

### Esordi (2017-2018)
Slayyyter ha iniziato nel 2017, durante il college, a scrivere e produrre canzoni anni 80' che però non pubblicò mai. Successivamente l'artista lascia la scuola per dedicarsi alla musica ed inizia a collaborare con Ayesha Erotica, conosciuta tramite Twitter.
Una volta trasferitasi a Los Angeles pubblica svariati singoli tra i quali Ghost, Candy, Alone, Hello Kitty, All I Want for XXXmas, I'm High, prodotti da Boy Sim e scritti da Ayesha Erotica.

### The Mini Tour eSlayyyter(2019-2020)
Il giorno di San Valentino 2019 l'artista pubblica il singolo Mine, grande successo sin dallo snippet del brano, che su Twitter raggiunse più di 200.000 visualizzazioni. Successivamente, nel giugno dello stesso anno, l'artista svolge un breve tour musicale, andato sold-out, intitolato The Mini Tour, partendo da New York il 24 giugno e terminando a Saint Louis il 27 luglio.
Il 17 settembre 2019, viene pubblicato il mixtape di debutto, Slayyyter, che raggiunge il quarto posto nella classifica statunitense iTunes Pop Chart e il quattordicesimo posto nella classifica statunitense iTunes Album Charts. Tale mixtape raggruppa alcuni singoli passati con brani inediti.
Nel 2020 pubblica alcuni remix di singoli passati tra cui Daddy AF (Wuki Remix).

### Troubled Paradise(2020-presente)
Il 21 gennaio 2021 rivela copertina, titolo, tracklist e data di pubblicazione del suo album di debutto, Troubled Paradise,  pubblicato l'11 giugno 2021. Da tale album dall’ottobre 2020 al maggio 2021, vengono estratti 6 singoli, Self Destruct in collaborazione con Wuki, Throatzillaaa, Troubled Paradise, Clouds, Cowboys e Over This!.
Nell’ottobre 2021 l’artista ha eseguito alcuni brani dell’album in una sessione live trasmessa dallo streamer musicale Tidal. In seguito, annuncia l'imminente tournée, Club Paradise Tour, previsto nel 2022.
Il 28 gennaio 2022 viene pubblicato un extended play, Inferno Euphoria, contenente alcuni remix di brani presenti nell'album di debutto.
A seguito della pubblicazione del singolo Out of Time il 9 giugno 2023, viene annunciato il secondo album discografico dell’artista, Starfucker, previsto per la pubblicazione il 22 settembre dello stesso anno.

## Stile musicale
Lo stile musicale di Slayyyter viene spesso associato a quello di artisti come Britney Spears, Lindsay Lohan e Paris Hilton. L'artista stessa ha rivelato che alcuni artisti tra cui Britney Spears, Nelly Furtado, Lady Gaga, Justin Timberlake, Madonna, Heidi Montag, Janet Jackson, Whitney Houston hanno influenzato il suo stile musicale, dato che sono artisti che lei stessa ha ascoltato molto durante la sua crescita.

## Discografia

### Album in studio
- 2021 – Troubled Paradise
- 2023 – Starfucker

### Raccolte
- 2019  – Slayyyter

### EP
- 2022 – Inferno Euphoria

### Singoli

#### come artista principale
- 2018 – BFF
- 2018 – Ghost
- 2018 – I'm High
- 2018 – Platform Shoes
- 2018 – Candy
- 2018 – Hello Kitty
- 2018 – All I Want for Xxxmas (feat. Ayesha Erotica)
- 2019 – Mine
- 2019 – Daddy AF
- 2019 – Everytime
- 2019 – Crush on U (feat. Donatachi)
- 2019 – Cha Ching
- 2020 – Self Destruct (feat. Wuki)
- 2020 – Throatzillaaa
- 2021 – Troubled Paradise
- 2021 – Clouds
- 2021 – Cowboys
- 2021 – Over This!
- 2021 – Stupid Boy (feat. Big Freedia)
- 2022 – Hatefuck (con Pussy Riot)
- 2023 – Out of Time

#### come artista ospite
- 2018 – Faded (Boy Sim feat. Slayyyter)
- 2018 – Dial Tone (That Kid feat. Slayyyter e Ayesha Erotica)
- 2018 – Final Girl (Graveyardguy feat. Slayyyter)
- 2019 – Diamond in the Dark (Liz feat. Slayyyter)
- 2019 – Click (No Boys Remix) (Charli XCX feat. Kim Petras e Slayyyter)
- 2019 – 2003 (Robokid feat. Slayyyter)
- 2021 – Read My Mind (Rebecca Black feat. Slayyyter)
- 2022 – Honest (Peking Duk feat. Slayyyter)

## Videografia

### Video musicali
| Anno | Titolo            | Regista                     |
| ---- | ----------------- | --------------------------- |
| 2019 | Daddy AF          | N.D.                        |
| 2019 | Candy             | Sleepxtite, Revolving Style |
| 2019 | Mine              | Sleepxtite, Revolving Style |
| 2020 | Self Destruct     | Brent McKeever              |
| 2021 | Troubled Paradise | Munachi Osegbu              |
| 2021 | Clouds            | Munachi Osegbu              |
| 2021 | Cowboys           | Revolving Style             |

## Tournée
- 2019 – The Mini Tour
- 2022 – Club Paradise Tour